# Doab

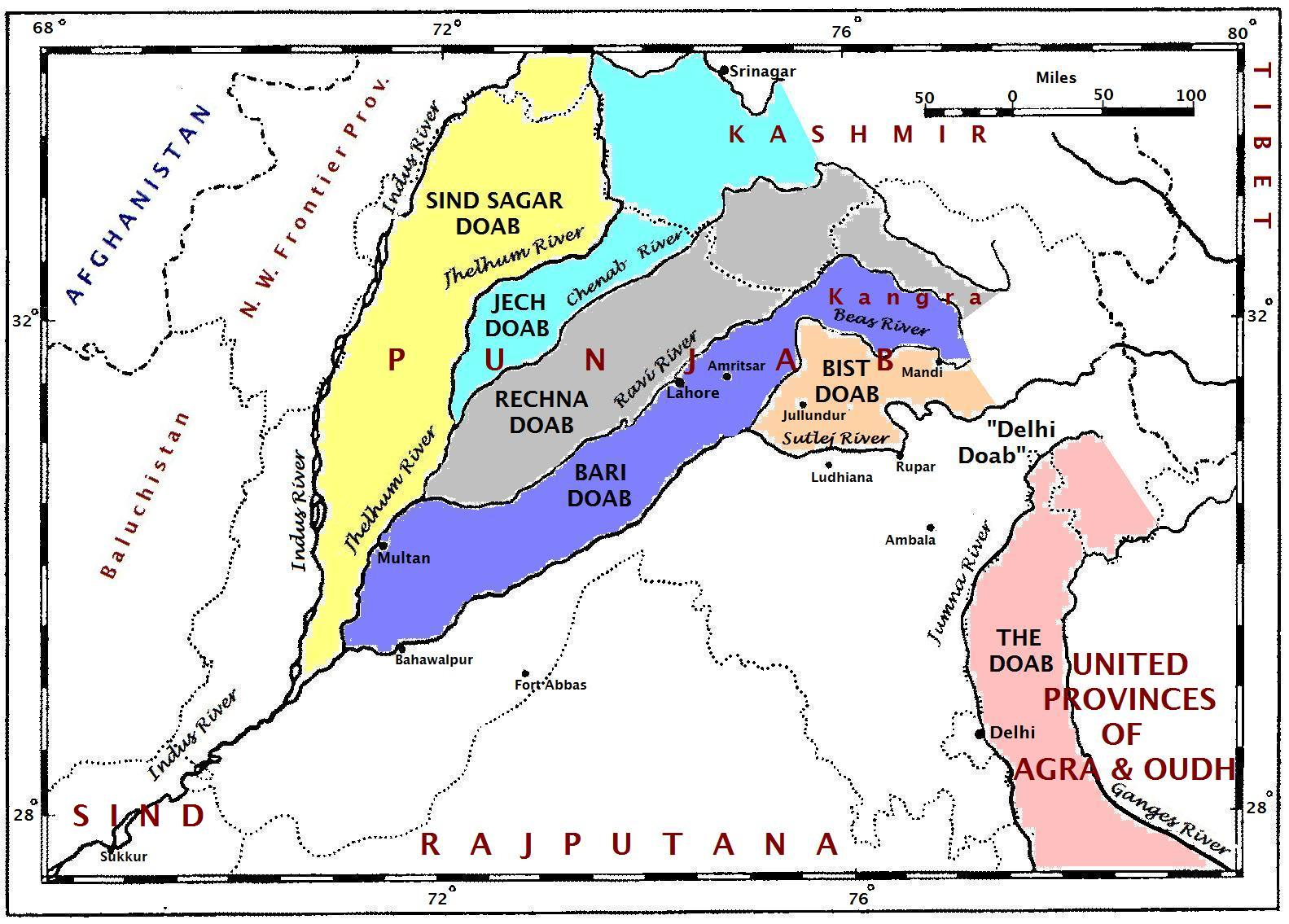
Doabs in Nordindien und Pakistan

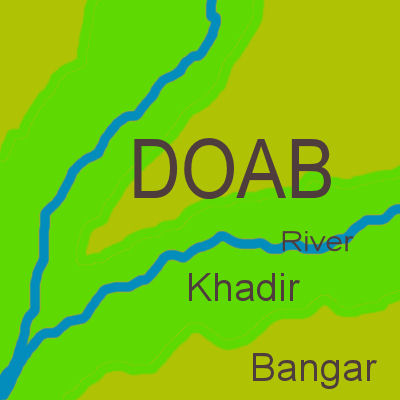
khadir und bangar

Doab (Hindi: दोआब, Urdu: دوآب, Doāb) bezeichnet in Südasien eine zwischen zwei Flüssen gelegene und meist sehr fruchtbare Region.

## Etymologie
Der Name Doab stammt aus dem Persischen und setzt sich zusammen aus do für „zwei“ und āb für „Wasser, Fluss“ (vgl. auch Punjab). An den Rändern der Flüsse liegen häufig überschwemmte Niederungen (khadir), der Zentralbereich hingegen besteht aus außerordentlich fruchtbaren und hochwassersicheren Lehmböden (bangar), die während des Pleistozäns aufgeschüttet wurden und beste Bedingungen für den Ackerbau bieten.

## Der Doab
Insbesondere bezieht sich der Begriff „Doab“ auf das Schwemmland zwischen den Flüssen Ganges und Yamuna in Nordindien. Beide Flüsse entspringen im Himalaya und fließen über mehr als 500 km nahezu parallel durch die Gangesebene, ehe sie sich in Prayagraj vereinigen. Zwischen ihnen liegt der durchschnittlich 100 km breite Doab. Wegen der in früheren Zeiten häufig auftretenden Überschwemmungen und wegen des fehlenden Steinmaterials gibt es hier mit Ausnahme einiger Bauten in Meerut und des guptazeitlichen Ziegelsteintempels von Bhitargaon weder mittelalterliche Tempel noch geschichtsträchtige größere Städte. Zur Wasserregulierung und Bewässerung der landwirtschaftlich genutzten Flächen erbauten die Briten hier Mitte bis Ende des 19. Jahrhunderts den Gangeskanal.

## Andere Doabs
Der Begriff „Doab“ wird auch für andere Regionen benutzt, so für die zwischen den Flüssen des Punjab gelegenen Gebiete oder für den Raichur-Doab zwischen den Flüssen Krishna und Tungabhadra in Südindien.
Doaba oder Jalandhar Doab ist eine Region im Punjab, die zwischen den Flüssen Beas und Satluj liegt.